# آن شرلی (مجموعه تلویزیونی ۲۰۲۵)
 آن شرلی (ژاپنی: アン・シャーリー هپبورن: An Shārī, انگلیسی: Anne Shirley) یک مجموعه تلویزیونی انیمه ژاپنی است که توسط دی انسر استودیو و کارگردانی هیروشی کاواماتا ساخته شده است. این مجموعه با الهام از رمان آن در گرین گیبلز به قلم لوسی ماد مونتگومری، از ۵ آوریل ۲۰۲۵ به‌صورت هفتگی از تلویزیون آموزشی ان‌اچ‌کی در حال پخش است. یک مجموعه مانگا نیز بر اساس ترجمه ۱۹۵۲ به نویسندگی هاناکو مورائوکا و تصویرگری آکانه هوشیکوبو دستمایه اقتباس قرار گرفت که از ژانویه ۲۰۲۵ در مجلهٔ آنلاین لاگ کامیک از انتشارات انتربرین منتشر شد.

## شخصیت‌ها
آن شرلی (アン・シャーリー An Shārī)
صداگذاری شده توسط: هونوکا اینواوئه
ماریلا کاتبرت (マリラ・カスバート Marira Kasubāto)
صداگذاری شده توسط: آیا ناکامورا
متیو کاتبرت (マシュウ・カスバート Mashū Kasubāto)
صداگذاری شده توسط: یاسونوری ماتسوموتو
گیلبرت بلایت (ギルバート・ブライス Girubāto Buraisu)
صداگذاری شده توسط: نائویا میاسه
دایانا بری (ダイアナ・バーリー Daiana Bārī)
صداگذاری شده توسط: یومه میاموتو
جی.ای. هریسون (J.A. ハリソン J.A. Harison)
صداگذاری شده توسط: هیکاری اوتا